# Новая Деревня (Карачевский район)
Новая Деревня — посёлок в Карачевском районе Брянской области, в составе Карачевского городского поселения. 
Расположен в 4 км к северо-западу от села Алымова, у границы с Орловской областью. Население — 1 человек (2010).

## История
Возник около 1930 года; до 2005 года входил в Первомайский сельсовет.
| Годы      | 1979 | 1989 | 2002 | 2010 |
| --------- | ---- | ---- | ---- | ---- |
| Население | 33   | 20   | 15   | 1    |